# Samuel Agnon

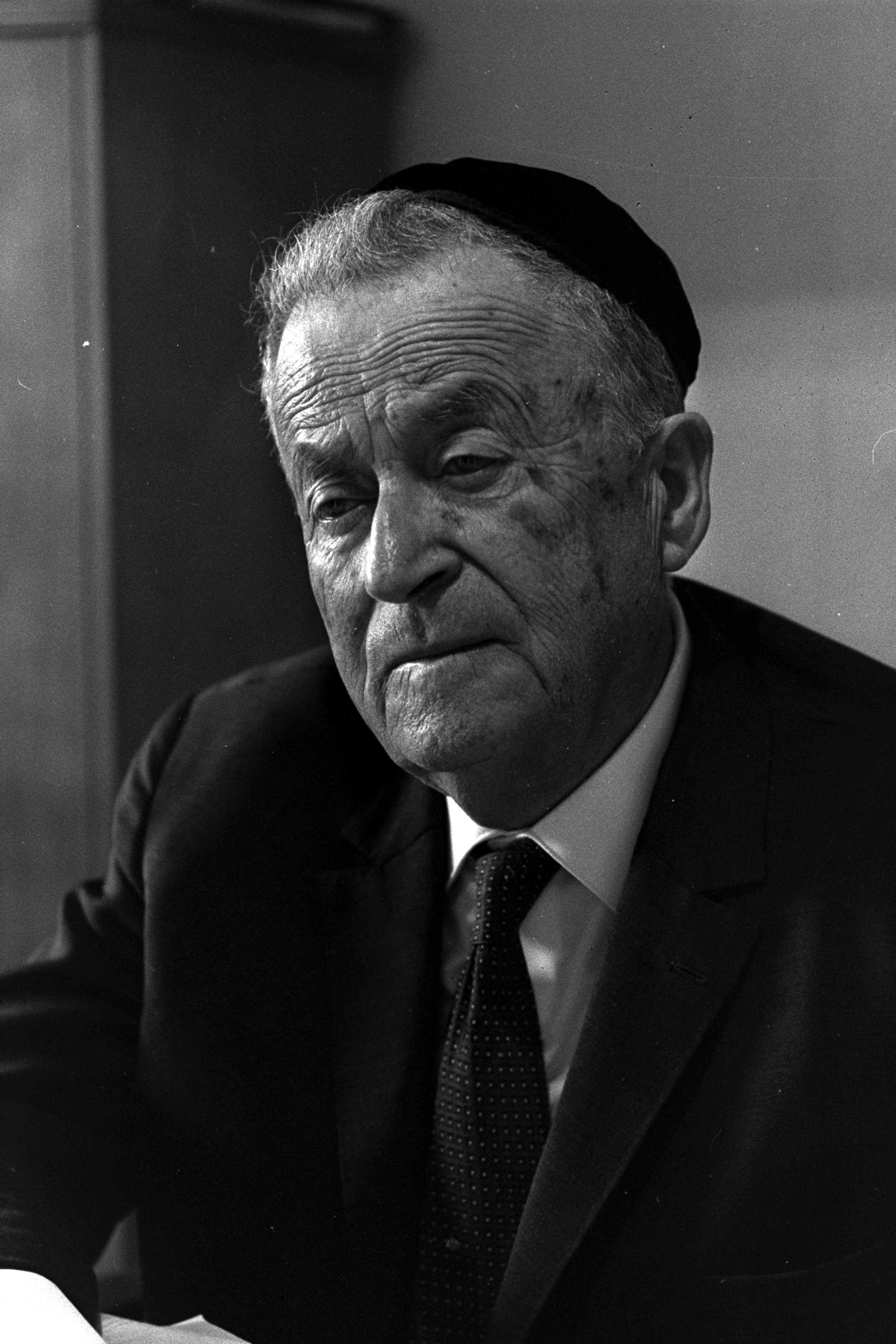
Samuel Agnon (1966)

Samuel Joseph Agnon (hebräisch שמואל יוסף עגנון Schmuel Joseph Agnon, auch Schai (Shai) Agnon, als Autor meist S. J. Agnon; * 8. August 1887 in Butschatsch, Galizien, Österreich-Ungarn, als Samuel Josef Czaczkes; † 17. Februar 1970 in Rechovot, Israel) war ein hebräischer Schriftsteller. Seine Werke spiegeln eine tiefe Verwurzelung in den religiösen und geistigen Traditionen der Chassidim und dem Alltag des Ostjudentums wider und sind in ihrer Darstellung von Angst und Schutzlosigkeit den Arbeiten von Kafka vergleichbar. 1966 erhielt er zusammen mit Nelly Sachs als erster moderner hebräischer Schriftsteller den Nobelpreis für Literatur „für seine tiefgründige charakteristische Erzählkunst mit Motiven aus dem jüdischen Volk.“

## Leben und Werk

### Jugend in Galizien, Auswanderung nach Palästina

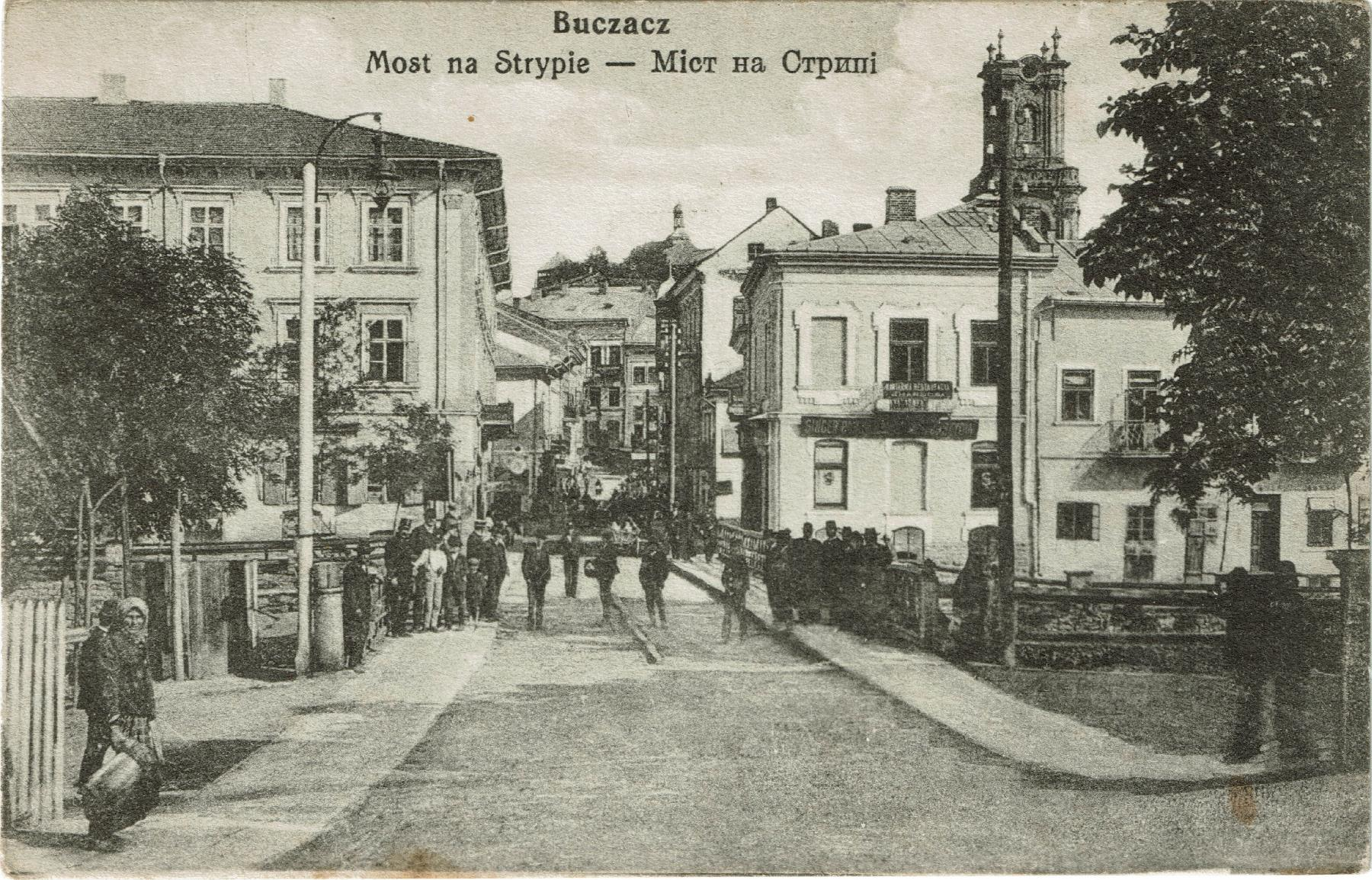
Butschatsch um 1910, Brücke über die Strypa, an der heutigen Agnon-Straße

Agnon wuchs in einer wohlhabenden jüdischen Kaufmanns- und Schriftgelehrtenfamilie in Galizien auf, das damals zu Österreich-Ungarn gehörte. Sein Vater Mordechai Czaczkes war Pelzhändler und chassidischer Rabbiner, und der Sohn erhielt durch ihn und die Talmudschule die klassische jüdische Gelehrtenausbildung; über seine Mutter Esther lernte er die deutsche Literatur kennen. Erste Gedichte, geschrieben auf Jiddisch und Hebräisch, veröffentlichte Agnon mit 15 Jahren in lokalen Zeitungen. Er besuchte vorübergehend ein Lehrerseminar und arbeitete mit 18 Jahren bei einer Zeitung in Lemberg. Bereits früh hatte er sich der zionistischen Bewegung angeschlossen und übersiedelte mit Zwischenaufenthalten in Krakau und Wien als Teilnehmer der zweiten jüdischen Immigrationswelle (Alija) nach Palästina, wo er im Juni 1908 den Hafen von Jaffa erreichte.S. 9
Zunächst lebte Agnon in Jaffa und arbeitete als Sekretär bei verschiedenen Organisationen, u. a. einem Verein für Rechtshilfe und dem jüdischen Rat. „Seine erste Erzählung […], ein sehr lyrisches und melancholisches Stück mit dem Titel »Agunot« (»Verlassene Seelen«) steht noch heute als ein klassisches Stück phantasievoller Prosa da.“S. 95 Er veröffentlichte erstmalig unter dem Pseudonym Agnon („der Gebundene“), das er erst 1924 – auf Drängen seines Freundes Gershom Sholem – als offiziellen Nachnamen annahm. Als Chaim Nachman Bialik 1909 von seinem Wohnsitz Odessa aus Palästina besuchte, traf er dort mit Agnon zusammen.S. 10
1912 erschien Agnons erstes Buch Und das Krumme wird gerade, zunächst in Fortsetzungen in der Wochenzeitschrift der sozialistischen Gruppe HaPoel HaZair, die von Tolstoi und den russischen Narodniki beeinflusst war. In einem traditionellen chassidischen Rahmen wird die Geschichte von Enoch Arden variiert: „Sie ist nicht geradezu in dem Stil der alten Andachtsbücher geschrieben, wohl aber in dem Stil, den deren Autoren, falls sie große Künstler gewesen wären, benutzt hätten.“S. 95–96 Josef Chaim Brenner erkannte als erster Agnons Begabung und unterstützte die Veröffentlichung als Buch auch finanziell. „Für Brenner stellte es das erste Werk profaner hebräischer Literatur dar, wo jüdische Tradition ein reines künstlerisches Medium geworden war und nicht mehr von kunstfremden Faktoren wie Kritik oder Apologetik der jüdischen Gesellschaft bestimmt wurde.“S. 96

### Zwölf Jahre in Deutschland

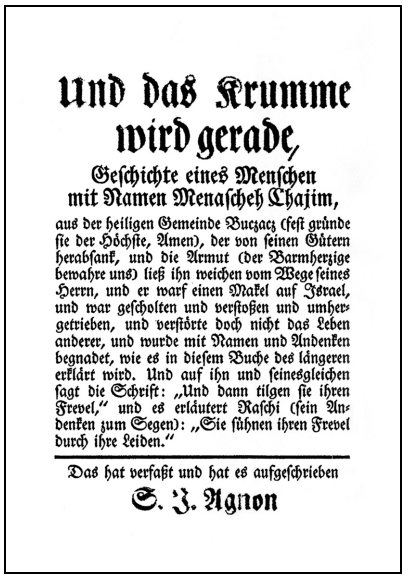
Erste Textseite von S. J. Agnon: Und das Krumme wird gerade, Berlin 1918

1912 reiste Agnon mit Unterstützung des Leiters des Palästinaamtes, Arthur Ruppin nach Deutschland, wo er zunächst durch den Ausbruch des Ersten Weltkrieges an einer Heimreise gehindert war. Er hielt sich zunächst in Berlin auf, wo damals Salman Schasar und David Shimoni studierten und zu seinem Bekanntenkreis gehörten.S. 11 Während Micha Josef Berdyczewski jeden Kontakt mit Agnon brüsk ablehnte,S. 12 war Martin Buber, der den jungen Autor kurz nach dessen Ankunft auch persönlich kennengelernt hatte, von ihm sehr angetan: „Agnon hat die Weihe zu den Dingen des jüdischen Lebens. Er ist berufen, ein Dichter und Chronist des jüdischen Lebens zu werden; des einen, das heute stirbt und sich verwandelt, aber auch des anderen, werdenden, unbekannten.“
In Berlin „lebte er während des Ersten Weltkrieges großenteils von seiner Arbeit als literarischer Ratgeber des »Jüdischen Verlags« des Dr. Aron Eliasberg, der Agnon besonders gern hatte“.S. 125 In diesem Verlag erschien 1916 in der von Leo Herrmann herausgegebenen Sammelschrift Treue („die für die jungen Zionisten bestimmt war, die im Felde standen“S. 122) erstmalig ein großes Stück von Und das Krumme wird gerade in deutscher Übersetzung.
Gershom Scholem, der den jungen Autor damals bei dessen ersten Übersetzer Max Strauß kennenlernte, erinnert sich: „Agnon war von einer Aura von Einsamkeit und nicht wenig Weltschmerz umgeben, einer zarten Melancholie, wie sie empfindsamen jungen Menschen anstand. Er schrieb damals viele Gedichte, über denen ein Geist unendlicher Vereinsamung hing. … Sie sind alle verbrannt. … Andererseits konnte man Agnon oft in der Gesellschaft junger Männer und Mädchen finden. Er suchte aus sich herauszutreten. Nicht immer gelang ihm das, und er saß dann oft schweigend dabei, wenn er sich aber in ein Gespräch einschaltete, floß er von alten Geschichten, Anekdoten und Worten der alten Weisen über, und wir, junge Juden mit deutscher Erziehung, waren von ihm bezaubert. Natürlich sprachen wir damals deutsch mit ihm, wenn auch Agnons Deutsch einigermaßen eigenartig war, mit galizischem Akzent und im Tonfall chassidischer Anekdoten.“S. 123–124
In Berlin traf Agnon auch auf einen Mäzen, den jüdischen Kaufmann Salman Schocken, der zunächst in Zwickau und später auch in anderen deutschen Städten Warenhäuser betrieb. Es „fand sich in Schocken ein Mann, der einen jungen Schriftsteller unter seine Obhut nahm und in einem Maße förderte und unterstützte, das – zumindest im Hinblick auf die hebräische Literatur des 20. Jahrhunderts – keine Parallele kennt.“S. 14 Für Schocken „war die Unterstützung Agnons ein integraler Teil der von ihm vertretenen Kulturpolitik, die letztlich der Förderung der modernen hebräischen Literatur diente, die seiner Meinung nach ein integraler Bestandteil der Wiederbelebung jüdischer Kultur war.“S. 15
Agnon lebte frei von materiellen Sorgen als Schriftsteller und Herausgeber und schrieb zahlreiche Erzählungen. Er erzählt „orientalisch, das heißt nicht straff, auf Spannung aus, inhalts- und zielbezogen, sondern bewusst langsam, sich in Nebengeschichten verzweigend und am Vorgang des lebendigen Erzählens orientiert“.

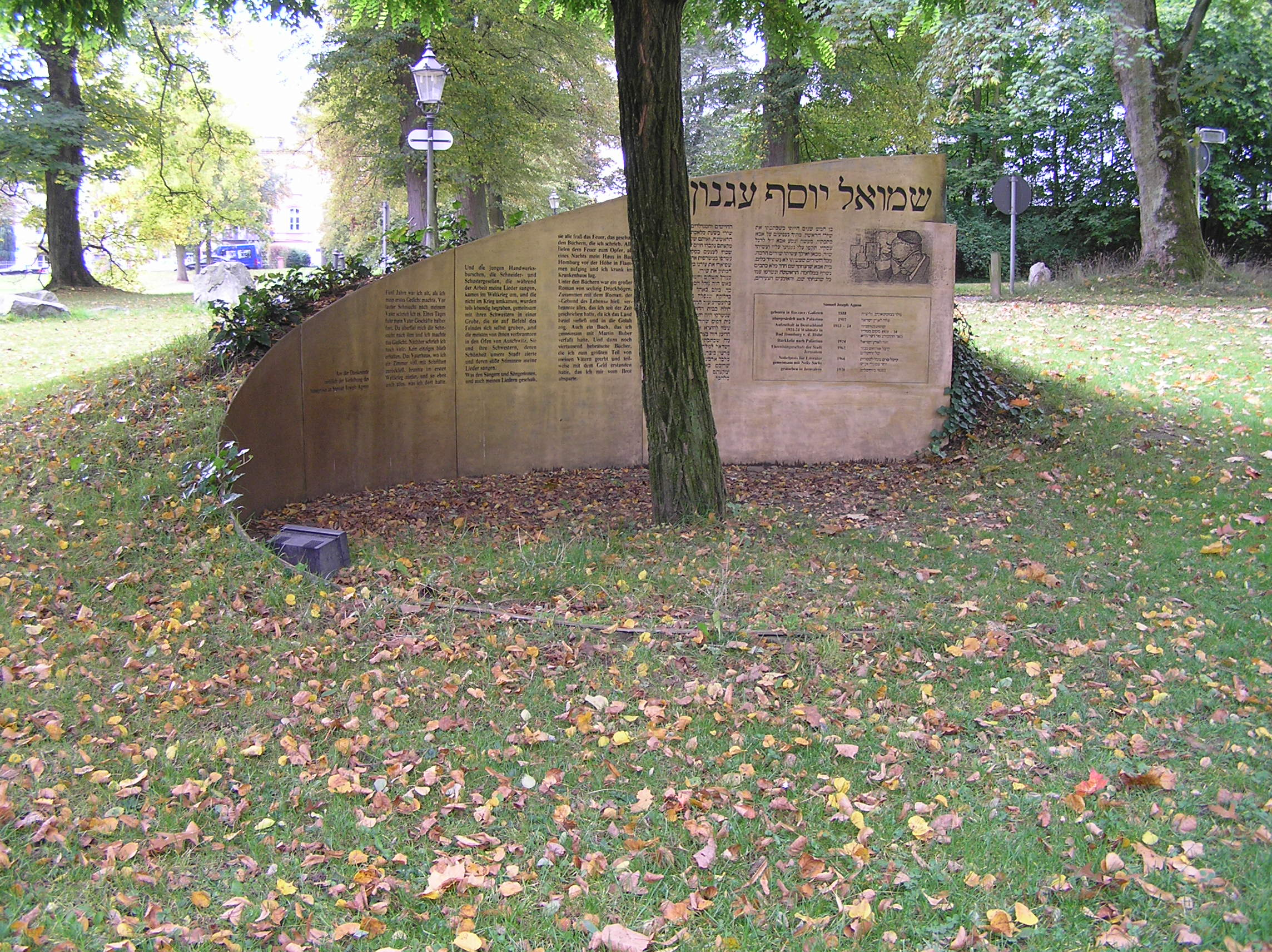
Denkmal zur Erinnerung an Samuel Agnon in Bad Homburg

Unmittelbar nach Kriegsende 1918 erschien Und das Krumme wird gerade in deutscher Übersetzung von Max Strauß. Das Buch war sehr erfolgreich und wurde auch wohlwollend kritisiert, vor allem in der deutsch-jüdischen Presse. Max Brod sah in Agnon einen gesamteuropäischen Künstler und stellte ihn neben Oskar Kokoschka, Gustav Meyrink und Rudolf Borchardt. Fritz Mordechai Kaufmann meinte, Agnon befriedige das Bedürfnis westlich geprägter Juden nach einer Begegnung mit ihren osteuropäischen Glaubensgenossen auf perfekte Weise.
1917/18 verbrachte Agnon längere Zeit in Leipzig, wo damals seine Schwester Rosa lebte, aber auch zahlreiche weitere Emigranten aus Galizien. Nach dem Krieg lebte er ein Jahr in München und lernte dort als Kunststudentin Esther Marx (1889-1973) kennen, die Tochter des aus Königsberg stammenden Bankiers George Marx. Im Mai 1920 heirateten die beiden in Berlin gegen den Widerstand ihres Vaters. Kurz darauf wurde eine Tochter geboren, ein Jahr später ein Sohn.
Nach seiner Heirat ließ sich Agnon mit seiner Frau zuerst in Wiesbaden und ab 1921 in Bad Homburg nieder, und zwar im Haus Imperial an der Kaiser-Friedrich-Promenade. „Er war glücklich und in seine produktive Arbeit versunken, und eine Erzählung jagte die andere.“ Dazu trug auch der Genius Loci Homburgs bei: „Kamen doch damals viele der bedeutendsten Schriftsteller, Dichter und Denker Israels dort zusammen, wie etwa Chajim Nachman Bialik, Achad Haam und Nathan Birnbaum, und um sie ein Kreis ausgezeichneter Köpfe des russischen Judentums, wie Rawnitzki, Drujanoff, Frau Persitz und jener sagenhafte Semititzki.“S. 131 Besonders mit Bialik waren Agnons Kontakte eng, und Scholem durfte die beiden öfters auf ihren Spaziergängen begleiten. „Man sprach damals natürlich schon hebräisch.“S. 132
Diese glanzvolle Zeit wurde tragisch beendet. Am 5. Juni 1924 wurde Agnons Haus in Bad Homburg mitsamt seiner aus 4000 hebräischen Büchern bestehenden Bibliothek und zahlreichen Manuskripten durch einen Brand zerstört. In den Homburger Jahren hatte Agnon intensiv an dem Buch Be-zror ha-chajim (In das Bündel des Lebens) gearbeitet, einer Reihe von Porträts und Chroniken von Persönlichkeiten und Ereignissen aus der Welt des polnischen Judentums. Von diesem Manuskript „sei etwas in der Größe eines Knaufes zurückgeblieben, schrieb Agnon an Buber.“S. 25 Schon im folgenden Herbst kehrte die Familie Agnon nach Jerusalem zurück. Dort wurden im Jahr 1929 ein weiteres Mal sein Besitz und seine Bücher vernichtet, diesmal bei Plünderungen durch Araber.
Im Kurpark von Bad Homburg wurde 1993 ein Denkmal für Agnon errichtet, deren Bronzeplatten eine Schriftrolle darstellen.

### Rückkehr nach Palästina

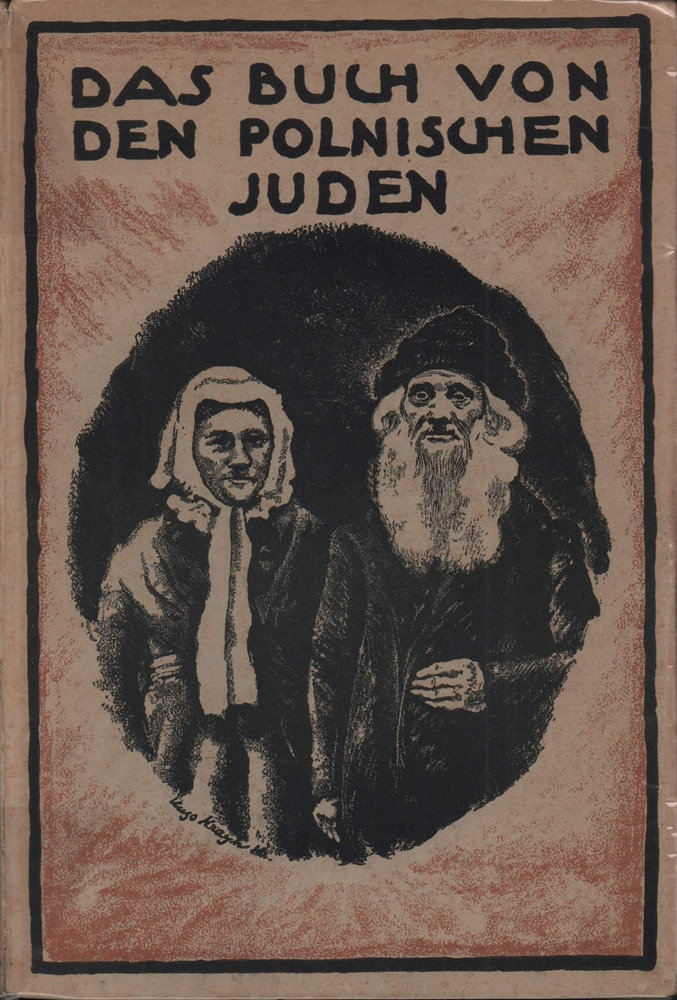
S. J. Agnon und Ahron Eliasberg (Hrsg.): Das Buch von den polnischen Juden. Jüdischer Verlag, Berlin 1916.

Auch in Palästina blieb Agnon mit Schocken in Kontakt und besorgte alte Bücher und Handschriften für Schockens Sammlung. „Er nehme an, schrieb Schocken am 13. September 1928 an Agnon, dieser werde sich über die gute Nachricht freuen, die er ihm mitzuteilen habe. Er, Schocken, habe sich entschlossen, Agnons Werke in einem eigenen Verlag herauszugeben, mit anderen Worten, er habe sich entschlossen, einen jüdischen Verlag zu gründen, der deutsche und hebräische Bücher publizieren werde.“S. 26 Der Schocken Verlag veröffentlichte Agnons Gesammelte Erzählungen in vier Bänden (1932), die von der Kritik begeistert aufgenommen wurden. Die hebräische Zeitung Davar widmete der Ausgabe ganze acht Seiten. Weitere Werke von Agnon erschienen ab 1933 in der Bücherei des Schocken Verlags.
Agnon nahm an der Produktion seiner Erzählung aktiv teil, indem er im Februar 1930 nach Leipzig reiste, wo der Schocken Verlag seine Druckerei hatte. Er blieb ein halbes Jahr, wohnte bei seinem jüngeren Bruder, und korrigierte gewissenhaft die Druckfahnen. In seinem späten Roman Herrn Lublins Laden (1974, dt. 1993) setzte er der Stadt und den dort lebenden Juden um 1915 ein Denkmal, wobei der gastfreundliche Herr Aharon Lublin nach dem Vorbild Schockens gestaltet ist. Anschließend an Leipzig besuchte er nach zwanzigjähriger Abwesenheit wieder seine Geburtsstadt Butschatsch, was er einige Jahre später in seinem Roman Nur wie ein Gast zur Nacht verarbeitete.
Seit seinen ersten Jahren in Deutschland betätigte Agnon sich als Anthologist, entsprechend seiner „ausgesprochene[n] Neigung zu gelehrter Arbeit, die seiner Liebe für das Studium der Originalquellen entsprach.“S. 100 In Deutschland und auf Deutsch erschienen im Jüdischen Verlag die Sammlungen Das Buch von den polnischen Juden und Maos Zur, ein Chanukkah-Buch. In Jerusalem arbeitete er intensiv an drei Anthologien, eine über die höchsten Feiertage der Juden, Die zehn Tage der Umkehr zwischen Neujahr und Versöhnungstag, und die damit zusammenhängenden Traditionen, Legenden und gelehrten Glossen. Die zweite Anthologie Bücher und Autoren enthält Anekdoten aus dem hebräischen Buchwesen. In der dritten sind Aussprüche aus der jüdischen Literatur über die Zehn Gebote gesammelt. „Diese gelehrten Neigungen Agnons zeigen seinen Genius im Dienst des Handwerks. Er kommt in diesen Arbeiten unauffällig, aber wirksam zur Geltung.“S. 101
Agnon galt seit seiner Rückkehr nach Palästina als einer der wichtigsten Vertreter der modernen hebräischen Literatur. Durch sein Œuvre zieht sich die Spannung zwischen der Sicherheit verleihenden Tradition und der Verlorenheit des modernen Juden jenseits der Überlieferung, die verloren gegangen ist oder nicht mehr als sinnvoll erlebt wird. Sein Werk kreist „im wesentlichen um zwei Pole, die Welt von Buczacz und des polnischen Judentums überhaupt, und die Welt des neuen Lebens, das im alten Mittelpunkt, in Israel, heranwächst. Beide Welten werden in jener eben gekennzeichneten Zweigleisigkeit, die für Agnon so charakteristisch ist, angegangen, was manche seiner Leser einigermaßen in Verwirrung gestürzt hat.“S. 102 Seine kürzeren Erzählungen, die ihn zuerst bekannt machten, sind literarische Kleinodien, die auf kleinstem Raum einen unendlich reichen Inhalt ausdrücken. Viele sind von Trauer durchzogen, der zugleich Trost zu spenden vermag. Die menschlichen Leidenschaften werden von Agnon wahrheitsgetreu – aber ganz ohne Pathos und Gefühlsausbrüche – dargestellt. „Kaum je erhebt er seine Stimme, und es gibt in allen seinen Schriften nicht eine Spur von expressionistischer Hysterie. Oft genug beschreibt er Situationen, die wohl ein bißchen davon vertragen könnten, aber er läßt es sich immer angelegen sein, sie mit ruhiger, ja leiser Stimme zu übermitteln.“S. 107 Hierin zeigt sich auch der Einfluss der rabbinischen Prosa von Mischna und Midrasch.
Auch im Genre der chassidischen Erzählungen, für das die Durchdringung jüdischen Lebens mit Mystik zentral ist, vermeidet Agnon jede Sentimentalität und verwebt das Übernatürliche eng mit der nackten Wirklichkeit. „Der Boden, auf dem selbst der fromme Jude sich bewegt, ist dünn genug. Dunkle Mächte lauern überall, und die Magie des Gesetzes scheint gerade noch ausreichend, um sie in Schach zu halten. Nur ganz wenig, ein kleiner Ruck, gehört dazu, daß dieser Boden nachgibt und den Menschen […] als eine Beute der Dämonen zurückläßt, die möglicherweise nichts anderes sind als seine eigenen Unsicherheiten und Verworrenheiten.“S. 108 Agnon hat Geschichten dieser Art 1942 in seinem Buch Sefer ha-ma'assim veröffentlicht, was mit Buch der Taten, Buch der Vorkommnisse oder Buch der Geschichten gleichermaßen korrekt übersetzt werden kann. Der Mensch glaubt zu handeln, seine Taten verwandeln sich unter der Hand zu Schicksalsschlägen. Die literarische Verwandtschaft von Agnon und Kafka wird in diesem Werk besonders deutlich.

### Eine Trilogie von Chroniken: 1830, 1910, 1930

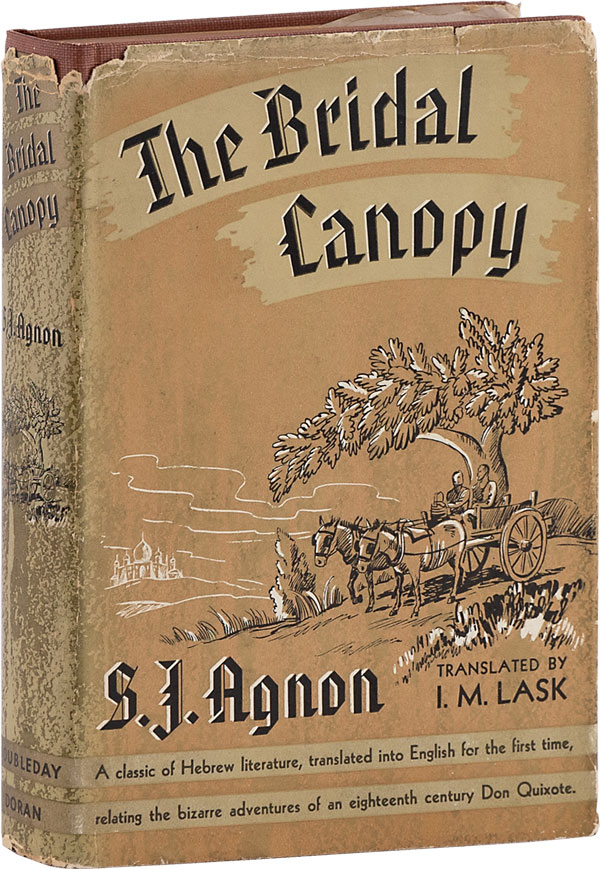
S. J. Agnon: The Bridal Canopy, übersetzt von I. M. Lask. Doubleday, Doran & Company, Garden City, NJ, 1937

Der 1931 erschienene Roman Hachnasat Kalla (Verheiratung einer Braut, englisch The Bridal Canopy) spielt im Habsburgerreich um 1830 und schildert die abenteuerlichen Wanderungen des Rabbi Jüdel Chassid aus Brody  auf der Suche nach einer Mitgift für die Verheiratung seiner Tochter. Der Rabbi hält die heiligen Büchern und Legenden des galizischen Chassidismus für die eigentliche Wirklichkeit, und was immer ihm zustößt, bestätigt seinen Glauben. „Die unglaublichsten Dinge widerfahren ihm und seinem Kutscher, einem nüchternen jüdischen Sancho Pansa, und um die Aussichten seines Unternehmens scheint es mehr als trübselig bestellt. Aber all das berührt ihn gar nicht. Die Garantie des heiligen Rabbi von Apta, der ihn auf den Weg geschickt hat, bedeutet für ihn viel mehr als alle Schicksalsschläge und Widerwärtigkeiten des Lebens.“S. 112
Achtzig Jahre später – zeitgleich mit Agnon selbst – wandert der junge Jizchak Kummer, ein Enkel von Rabbi Jüdel, nach Palästina aus. Der Held von Etmol Schilschom (1945, dt. Gestern, vorgestern, 1969) „findet seinen Platz dort nicht, obwohl er bereit ist, jede Arbeit auf sich zu nehmen, die das Leben in der neuen Siedlung erfordern würde. So bewegt er sich zwischen zwei Gesellschaftskreisen, dem alten in Jerusalem und dem neuen in dem gerade gegründeten Tel Aviv und in den landwirtschaftlichen Siedlungen. […] So haben wir es hier nur mit den Nöten, den im Scheitern endenden Lehrjahren einer verlorenen Seele zu tun, die mit einer Mischung aus Melancholie und Humor sehr detailliert beschrieben wird.“S. 114 Hier erscheint der Zionismus als edles Unternehmen, das zum Scheitern bestimmt ist. Aber auch in das alte traditionelle Leben führt kein Weg zurück, die Vergangenheit ist kein Schlüssel zur Lösung der Probleme der Gegenwart.

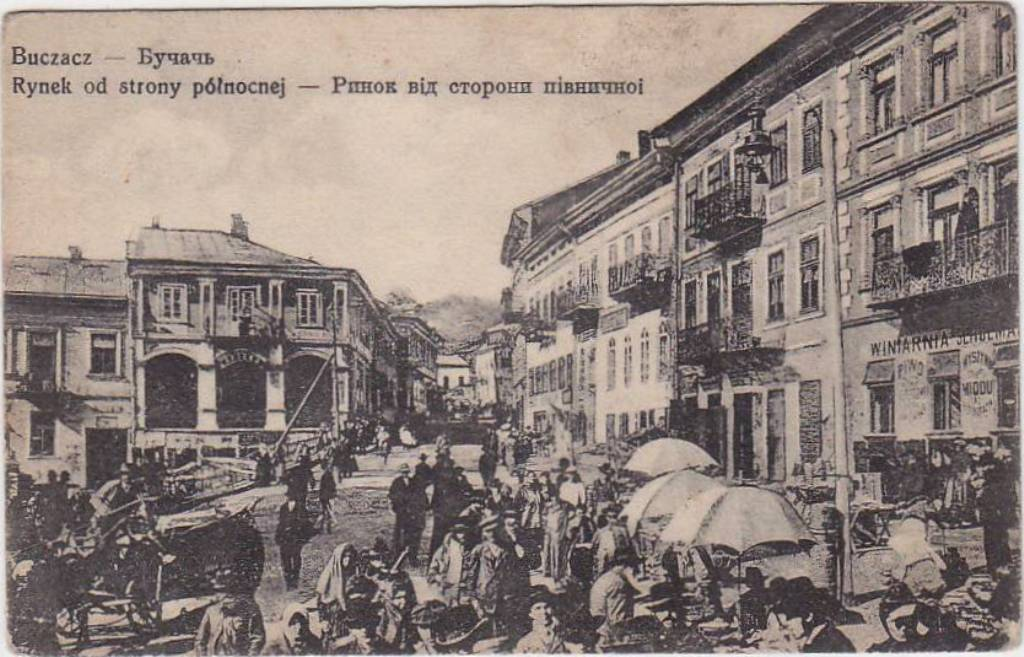
Butschatsch um 1910, Marktplatz

Im 1939 veröffentlichten Roman Ore’ach Nata Lalun, dessen ausgezeichnete deutsche Übersetzung (Nur wie ein Gast zur Nacht, 1964) eine große Rolle bei der Entscheidung des Nobelpreiskomitees gespielt hat, kehrt der Erzähler 1930 – nach zwanzigjähriger Abwesenheit – in seine Geburtsstadt zurück. „Das Bild seiner Stadt hat ihn offenbar nie verlassen, und während einer Pause seines Lebens in dem neuen Land will er die Stadt wiedersehen, in der so viel von seinen Wurzeln steckt. Aber er findet nicht mehr, was er zu suchen kam. Statt dessen trifft er auf das Grauen des Verfalls und Untergangs, ein Grauen, das deswegen keineswegs weniger dunkel ist, weil es noch nichts von dem Mord weiß, der an seinem Ende stehen wird. […] Im Zentrum seines Heimwehs steht das alte Lehrhaus, dessen Schlüssel seine letzten Insassen ihm mit einem höhnischen Achselzucken überreichen, da sie sich selber anschicken, in die weite Welt hinauszugehen, vermutlich nach Amerika. Die einzigen, die er dazu bringen kann, das alte Haus wieder zu füllen, sind die, die viel zu arm sind, um ihre eigenen Wohnungen während des langen Winters zu heizen, und die nun in das alte Lehrhaus kommen, um es dort warm zu haben, wo der Erzähler für die Heizung bezahlt.“S. 117–118

## Rezeption und Würdigungen

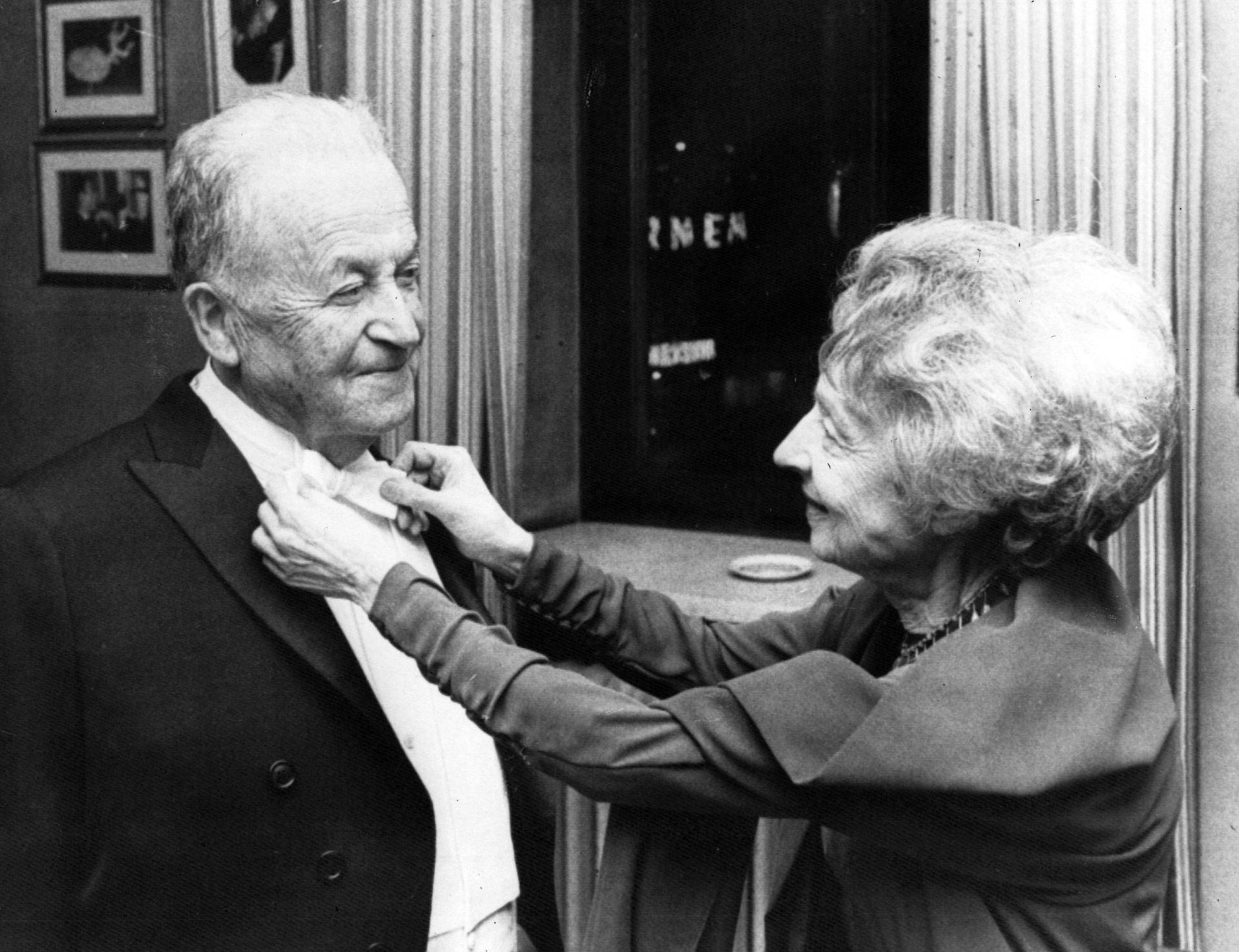
Nelly Sachs und Samuel Agnon vor der Nobelpreisverleihung, 10. Dezember 1966

Agnons Verleger Salman Schocken sorgte noch zu Beginn der 1930er Jahre für die Verbreitung seiner Arbeiten in deutscher Sprache. Als der Schocken-Verlag von den Nationalsozialisten geschlossen wurde, emigrierte er 1934 zunächst nach Tel Aviv, wo er sein Verlagshaus wiedereröffnete, und 1940 nach New York, wo er Agnons Werke auch dem englischsprachigen Lesepublikum zugänglich machte.
Zahlreiche Preisverleihungen spiegeln Agnons literarisches Ansehen wider: 1934 erhielt er den erstmals verliehenen Bialik-Preis, den wichtigsten israelischen Literaturpreis, ein weiteres Mal 1950. Mehrere Ehrendoktorwürden internationaler Universitäten sowie die Ehrenbürgerschaft von Jerusalem (1962) folgten. 1954 und 1958 wurde er mit dem Israel-Preis ausgezeichnet. Sein Bild ist auf 50-Schekel-Scheinen abgebildet, welche zwischen 1985 und 2014 im Umlauf waren.
Am 17. Februar 1970, vier Jahre nach der Verleihung des Nobelpreises, starb Agnon und wurde am Ölberg in Jerusalem beigesetzt. Sein literarischer Nachlass wurde von der Familie der Israelischen Nationalbibliothek übergeben. Sein – 1931 im Bauhaus-Stil erbautes – Wohnhaus in Talpiot wurde Museum (Beit Agnon) und sein Arbeitszimmer darin unverändert gehalten. Eine nahe gelegene Hauptstrasse wurde Sderot Shai Agnon genannt; eine ebenso nahe Synagoge trägt seinen Namen.

## Übersetzer

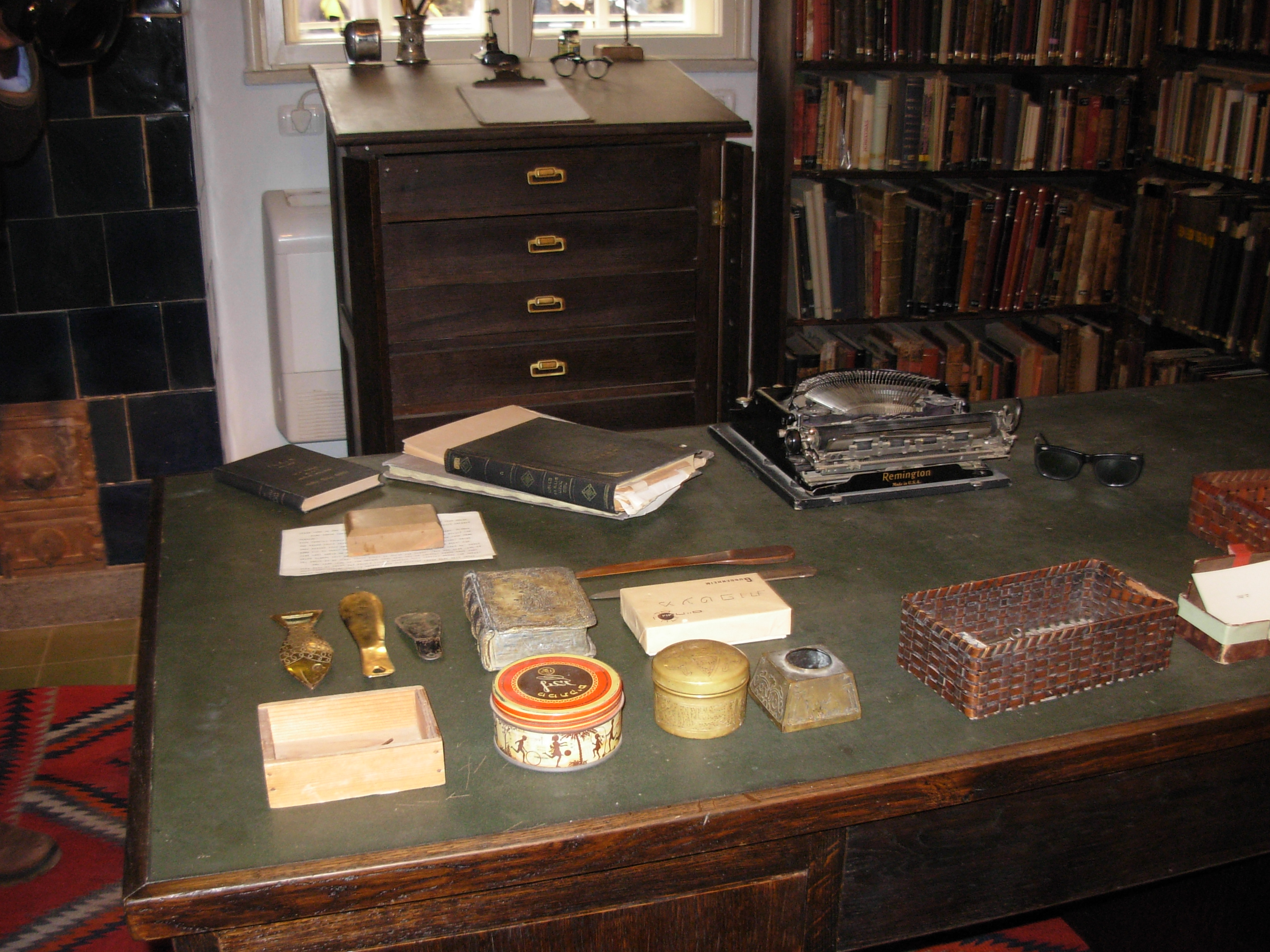
Schreibtisch des Autors, Agnon-Haus im Talpiot-Viertel von Jerusalem

Scholem übersetzte um 1920 Erzählungen von Agnon, von denen einige in Bubers Der Jude erschienen, und „bekam einen genauen Begriff von den enormen Schwierigkeiten, die sich jedem entgegenstellen, der diese große hebräische Prosa zu übersetzen unternimmt, … der in einer fremden Sprache etwas von dem besonderen Tonfall und Rhythmus des Originals zum Ausdruck bringen will. … Wenn wir jetzt den Genius und die Größe Agnons rühmen, steht es uns auch an, die gewaltige Leistung seiner neuesten Übersetzer zu rühmen, vor allem die von Karl Steinschneider und Tuwia Rübner.“S. 130
Scholem bestätigte aber auch die große Qualität der frühen Übersetzungen von Max Strauß (Und das Krumme wird gerade, 1918; Die Erzählung vom Toraschreiber, 1923). – Der Verstossene wurde 1938 gemeinsam von N. N. Glatzer und Moritz Spitzer übersetzt. Verheiratung einer Braut wurde 1937 von I. M. Lask als The Bridal Conopy ins Englische übersetzt, aber wartet noch immer auf eine Übersetzung ins Deutsche.

## Werke

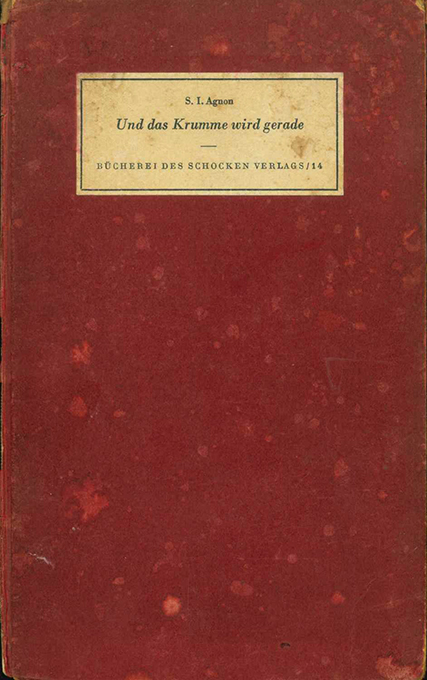
S. J. Agnon: Und das Krumme wird gerade. Übersetzt von Max Strauß. Schocken, Berlin 1934 [Bücherei des Schocken Verlags, Band 14

In den Verlagskatalogen sind Agnons Bücher meist unter S. J. Agnon verzeichnet.
- We-haja he-akow le-mischor, Novelle, 1912 Jaffa. Neuauflage Jüdischer Verlag, Berlin 1919.
  - (deutsch) Und das Krumme wird gerade, übersetzt von Max Strauß. Jüdischer Verlag, Berlin 1918, 2. Auflage 1920. Neuauflage Schocken, Berlin 1934 [Bücherei des Schocken Verlags, Band 14].
- (Hrsg. von Agnon und Ahron Eliasberg): Das Buch von den polnischen Juden Jüdischer Verlag, Berlin 1916.
- In der Mitte ihres Lebens, Novelle 1921, deutsch 2014 (aus dem Hebräischen von Gerold Necker)
- Ha-nidach, Novelle 1923
  - (deutsch) Der Verstossene. Übertragen von N. N. Glatzer und Moritz Spitzer. Schocken, Berlin 1938 [Bücherei des Schocken Verlags, Band 78]
- Die Erzählung vom Toraschreiber. Übersetzt von Max Strauß. Marx & Co, Berlin 1923
- Hachnasat kalla, Roman 1931,
  - (englisch) The Bridal Canopy. Übersetzt von I. M. Lask. Doubleday, Doran & Company, Garden City, NJ, 1937. Neuauflage Schocken, New York 1967.
- In der Gemeinschaft der Frommen, Erzählungen. Übertragen von Gerhard (!) Scholem u. a. Schocken, Berlin 1935. [Bücherei des Schocken Verlags, Band 5]
- Sippur paschut, Roman 1935 (dt. Eine einfache Geschichte, 1967)
- Oreach nata lalun, Roman 1939 (dt. Nur wie ein Gast zur Nacht, 1964)
- Sefer ha-ma'assim, Sammlung von Erzählungen 1942 (dt. Das Buch der Taten 1995, 1998)
- Tmol schilschom, Roman 1945 (dt. Gestern, vorgestern, 1969)
- Schnei talmidei chachamim sche-haju be-irenu, Erzählung 1951 (dt. Zwei Gelehrte, die in unserer Stadt lebten, 1966)
- Tehilla, Erzählung 1952 (dt. Tilli, 1960)
- Der Treueschwur, Erzählung 1965
- Im Herzen der Meere und andere Erzählungen 1966
- Herrn Lublins Laden, Roman 1974, deutsch 1993
- Liebe und Trennung, Erzählungen 1996
- Schira, Roman 1998 (deutsche Übersetzung von Tuvia Rübner)[Anm 7]

## Literatur

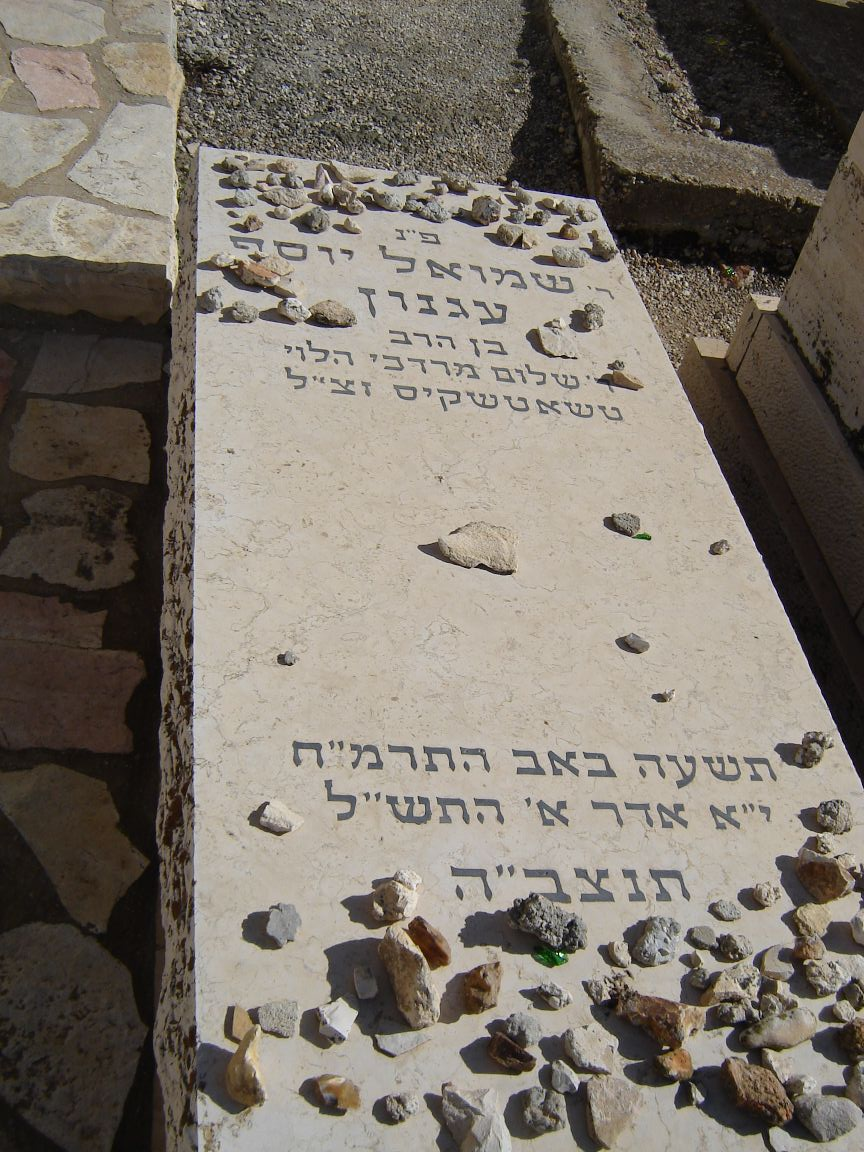
Grabmal von S. J. Agnon

## Anmerkungen

S. J. Agnon, aufgenommen von Nini und Carry Hess in Frankfurt am Main 1924

## Einzelnachweise

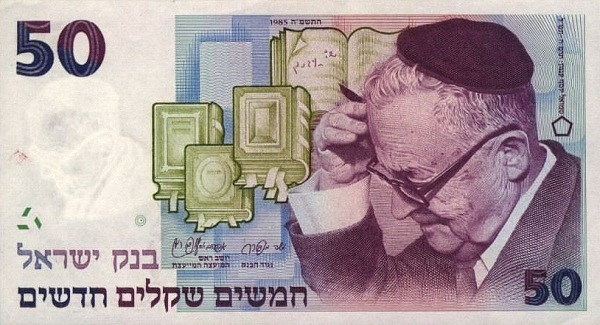
S. J. Agnon auf dem 50-Schekel-Schein (1985 bis 2014)